# Donald McGinley

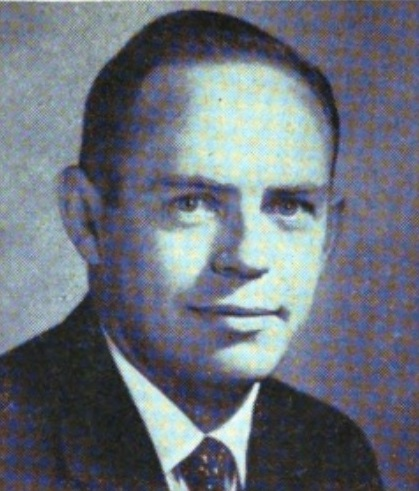
Donald McGinley (1959)

Donald Francis McGinley (* 30. Juni 1920 im Keith County, Nebraska; † 6. Juli 2005 in Lincoln, Nebraska) war ein US-amerikanischer Politiker. Zwischen 1959 und 1961 vertrat er den vierten Wahlbezirk des Bundesstaates Nebraska im US-Repräsentantenhaus.

## Werdegang
Donald McGinley besuchte bis 1938 die Ogallala High School und dann bis 1942 die University of Notre Dame in Indiana. Danach unterbrach er seine Ausbildung, um als Soldat im Fliegerkorps der US Army am Zweiten Weltkrieg teilzunehmen. Im Jahr 1949 beendete er seine Studienzeit an der Georgetown University in Washington. Nach seiner Zulassung als Rechtsanwalt begann er 1950 in Ogallala in seinem neuen Beruf zu arbeiten. Zwischen 1951 und 1955 war er Bezirksstaatsanwalt im Arthur County. Er wurde Mitglied der Demokratischen Partei und saß von 1955 bis 1959 in der Nebraska Legislature.
1958 wurde er in das US-Repräsentantenhaus gewählt, wo er am 3. Januar 1959 den ihm zuvor unterlegenen Republikaner Arthur L. Miller ablöste. Allerdings konnte er nach einer Niederlage bei den Wahlen des Jahres 1960 bis zum 3. Januar 1961 nur eine Legislaturperiode im Kongress absolvieren. Zwischen 1963 und 1964 war er nochmals Mitglied des Parlaments von Nebraska. In den Jahren 1964 und 1968 nahm er als Delegierter an den jeweiligen Democratic National Conventions teil.
Von 1976 bis 1980 war McGinley Richter an einem Gericht in Lincoln, das sich vor allem mit Fällen aus dem Bereich der Wirtschaft und Industrie befasste. Sein letztes politisches Amt übte er zwischen 1983 und 1987 als Vizegouverneur von Nebraska aus. Danach zog er sich in den Ruhestand zurück. Donald McGinley starb am 6. Juli 2005 in Lincoln, der Hauptstadt von Nebraska.